# Dov Zerah
 (mai 2013).
Pour les articles homonymes, voir Zerah.
Dov Zerah, né le 31 juillet 1954 à Tunis, est un haut fonctionnaire français. Il a occupé le poste de directeur général de l’Agence française de développement (AFD) du 2 juin 2010 au 29 mai 2013. Il était également président de Proparco, filiale de l’AFD spécialisée dans le financement du secteur privé ; censeur d'OSEO.		

## Biographie
Né à Tunis, Dov Zerah est diplômé de l’Institut d’études politiques de Paris, possède une maîtrise de sciences économiques de l’université Panthéon-Sorbonne, est ancien élève de l’École nationale d’administration (ENA, Promotion Voltaire (1980)) et auditeur de l’Institut des hautes études de défense nationale (IHEDN - 59e session.
En 1980, Dov Zerah sort de l'ENA en tant qu'administrateur civil au sein de la direction du Trésor, aux côtés de Régis de Laroullière.
De 1981 à 1993, avant de devenir sous-directeur des Affaires bilatérales, il occupe quatre postes à la direction du Trésor : adjoint au chef du bureau du financement des entreprises, chef du bureau de la Réglementation bancaire et des relations avec la profession bancaire, chef du bureau des banques, et chef du bureau de la zone franc et de l’Afrique sub-saharienne. De 1984 à 1986, il est attaché financier à la représentation permanente de la France auprès des Communautés européennes.
De 1993 à 1999, il occupe des postes de direction de cabinets, cabinets des ministres de la Coopération, puis de l’Environnement, puis du commissaire européen chargé de la recherche, de l’innovation, de l’éducation, de la formation et de la jeunesse. De juin 1993 à novembre 1995, il est directeur délégué à la direction générale de la Caisse française de développement (CFD), qui deviendra l’AFD.
De 1999 à 2002, il est président de la Compagnie cotonnière (COPACO) et président de Dagris (Développement des agro-industries du sud) ex-Compagnie française pour le développement des fibres textiles (CFDT), holding de sociétés cotonnières implantées dans une trentaine de pays principalement africains. 
De 2002 à 2007, il est directeur des monnaies et médailles au ministère de l'Économie.
En avril 2007, il est nommé conseiller maître à la Cour des comptes.

## Autres activités
Dov Zerah a enseigné à l’Institut d’études politiques de Paris (Sciences Po), à l’Institut supérieur du commerce (ISC), ainsi qu’à l’École des hautes études commerciales de Paris (HEC).
Conseiller municipal de Neuilly-sur-Seine de 2008 à 2014 et de nouveau depuis 2020, il a été administrateur des Consistoires central et de Paris de 2009 à 2014.
Dov Zerah est vice-président du Groupe « Que faire ? », qui rassemble d’anciens membres de cabinets ministériels de droite, du centre et de gauche, ainsi que des dirigeants d’entreprises.

## Publications
- Économie financière internationale. Les interventions du Trésor, La Documentation française, 1992
- L'Économie par les textes, Bréal, 1993
- Le Système financier français - Dix ans de modernisation, La Documentation française, 1994
- La Monnaie, Le Livre de Poche Références, 1996  (ISBN 978-2-253-90518-9)
- La Monnaie de Paris. 12 siècles d’histoire, Le Cherche midi, 2006
- L'exigence d’une gouvernance mondiale, Paris, L.G.D.J, coll. « Systèmes », 2013  (ISBN 978-2-275-03964-0)

## Décorations
- Chevalier de la Légion d'honneur (2004)
- Commandeur de l’ordre du Mérite (Sénégal)
- Officier de l'ordre national du Bénin

## Liens exdternes
- Ressource relative aux beaux-arts :   - Biographisches Lexikon der Münzmeister, Wardeine, Stempelschneider und Medailleure
- Notices d'autorité :   - VIAF
  - ISNI
  - BnF (données)
  - IdRef
  - LCCN
  - GND
  - Belgique
  - NUKAT
  - WorldCat